# Notiocharis insignis
Notiocharis insignis és una espècie d'insecte dípter pertanyent a la família dels psicòdids que es troba a les illes Seychelles.